# Celico
Celico és un municipi italià, dins de la província de Cosenza, que limita amb els municipis d'Acri, Casole Bruzio, Lappano, Longobucco, Rose, Rovito, San Pietro in Guarano i Spezzano della Sila a la mateixa província.

## Evolució demogràfica
| Població censada al municipi de Celico | Població censada al municipi de Celico        | Població censada al municipi de Celico |
| -------------------------------------- | --------------------------------------------- | -------------------------------------- |
|                                        |                                               |                                        |
| Notes:                                 | Elaboració gràfica per part de la Viquipèdia  |                                        |
|                                        | Font: ISTAT (Institut Nacional d'Estadística) |                                        |